# Vesicularia pelvifolia
Vesicularia pelvifolia är en bladmossart som beskrevs av C. Müller 1901. Vesicularia pelvifolia ingår i släktet Vesicularia och familjen Hypnaceae. Inga underarter finns listade i Catalogue of Life.